# 虹の設計
『虹の設計』（にじのせっけい）は、1964年4月6日 - 1966年3月28日にNHK総合テレビで放送していた連続ドラマである。主演は佐田啓二。103話まで放送された。

## あらすじ
熊本県の宇土半島と天草諸島を結ぶ、天草五橋建設の物語。アーチ橋である天草五橋を「虹」になぞらえたものである。引抜き合戦に巻き込まれた男が、取引先の専務の交通事故死を目撃するが立場上、証言できない。高度成長期を背景に、当時、建設ラッシュに沸く産業界を描いたNHK初の"産業ドラマ"。

## キャスト
- 一戸圭介：佐田啓二　設計技師。
- 土井武：長門裕之　黒部第四ダム（富山）建設に従事。津久井夏子のまたイトコ。土木技師。のちに転職。
- 津久井（大木戸）夏子：高千穂ひづる 津久井の後妻。未亡人。籍が抜けた後一戸を愛する。
- 大木戸松子：杉村春子　夏子の母。家庭裁判所の調査員補。
- 篠原小夜：八千草薫　城北大学理工学部教授の娘。一戸を愛している。岩佐に求婚されている。
- 池内淳子
- 三平　明：菅原文太　黒部第四ダムの労働者。
- 岩崎加根子
- 栗原小巻
- 荒木一郎
- 西郷輝彦
- 橋幸夫
- 江原真二郎
- 藤代：市川猿之助　一戸の部下。
- 市川靖子
- 平塚　順：仲谷昇　出島造船（長崎－造船）工場次長。冷徹な科学者。
- 千秋実
- 三井弘次
- 山形勲
- 梶川雄策：柳永二郎　梶川建設（金沢－土木建設）社長。策士。
- 南原宏治
- 伊藤孝雄
- 小山田宗徳
- 初井言榮
- 真田照男：草薙幸二郎　梶川建設の秘書課員。
- 小杉久也：森塚敏　梶川建設の秘書。
- 市川靖子
- 安部徹
- 松本克平
- 坂本武
- 谷晃
- 伊沢一郎
- 長谷川明男
- 佐々木愛
- 小沢重雄
- 榊　司：梅宮辰夫　インテリ崩れの労務者。
- 中尾彬
- 北川進次郎：中村萬之助（二代目中村吉右衛門）城北大学工学部の学生。実家の北川家は東京下町の印刷屋。同級生の津久井晶子を愛している。[3]
- 永山一夫
- 磯村みどり
- 津久井晶子：桑野みゆき　城北大学の学生。自動車事故で死んだ津久井昌彦の娘。
- 砂塚秀夫
- 岩佐　哲：高橋昌也　本社から転勤。篠原小夜と縁談あり。
- 小池朝雄
- 岩佐　茜：吉行和子　岩佐哲の妹。土井を愛する。
- 東恵美子
- 梅野泰靖
- 中川謙二
- 庄司永建
- 鮎川浩
- 羽佐間道夫
- 小栗一也
- 加藤武
- 木暮実千代
- 藤岡琢也
- 野島美代子：奈良岡朋子　婦人エンジニア。一戸を愛しながらも、諦めの波に沈む。
- 北川なお：三崎千恵子　北川進次郎の母。印刷屋。
- 下條正巳
- 志村喬
- 池部良
- 山岡久乃

他

## スタッフ
- 作: 北条誠
- 演出：近藤晋、中山三雄、畑中庸生
- 音楽: 広瀬健次郎

## 補足
主演の佐田が放送途中に事故死した為、残りの彼の出演シーンは全部VTRからコラージュした他、原作者と協議の上、ストーリーを一部変更した。

## 映像の現存状況
NHK公式には映像は現存していないが、1964年3月22日に放送された「放送記念日特集 世界を結ぶNHK」内にて撮影風景を映し出されている。